# Sialographie
Die Sialographie (von griechisch σιαλον, sialon, für Speichel und γραφή, grafí, „die Schrift“) ist die Darstellung der Gänge der großen Speicheldrüsen (Ohrspeicheldrüse, Unterkieferspeicheldrüse und Unterzungenspeicheldrüse). Hierzu wird mit einer feinen, stumpfen Kanüle oder einem Katheter die jeweilige Mündung der zu untersuchenden Drüse sondiert (der Ausführungsgang der Ohrspeicheldrüse liegt in der Wangenschleimhaut in der Nähe des oberen ersten Molaren; die übrigen Ausführungsgänge liegen am Zungenboden hinter den unteren Frontzähnen). Dann wird vorsichtig, unter geringem Druck ein wasserlösliches Kontrastmittel in den Speichelgang eingespritzt und es werden Röntgenaufnahmen der Drüse und der Ausführungsgänge angefertigt.
Die Sialographie kann beispielsweise bei der Diagnostik von Speichelsteinen (Sialolithiasis) eingesetzt werden, insbesondere zur Lokalisation. Jedoch sind Speichelsteine oft auch ohne Sialografie auf Röntgenaufnahmen sichtbar. Weiterhin kann die Sialographie bei der Diagnostik von Speicheldrüsenerkrankungen helfen.
Neben der Sialographie mit konventionellem Röntgen gibt es auch Sialographie mit Computertomographie und Magnetresonanztomographie.

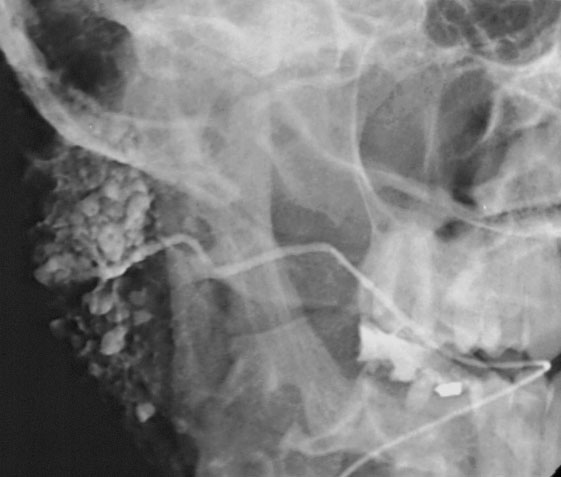
Sialographie der Ohrspeicheldrüse bei einem Verdacht auf Sjögren-Syndrom
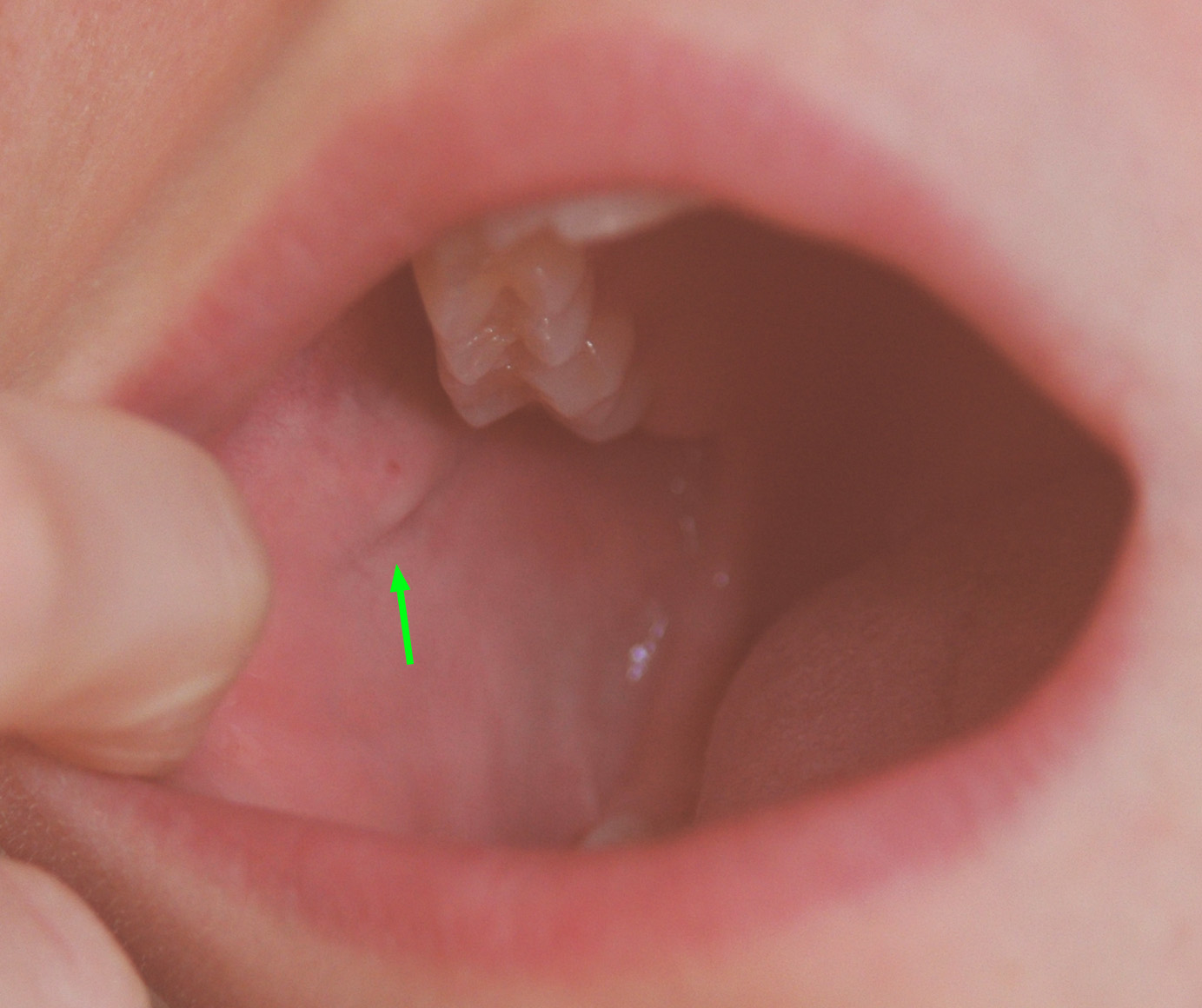
Ausführungsöffnung der Ohrspeicheldrüse: Papilla parotidea
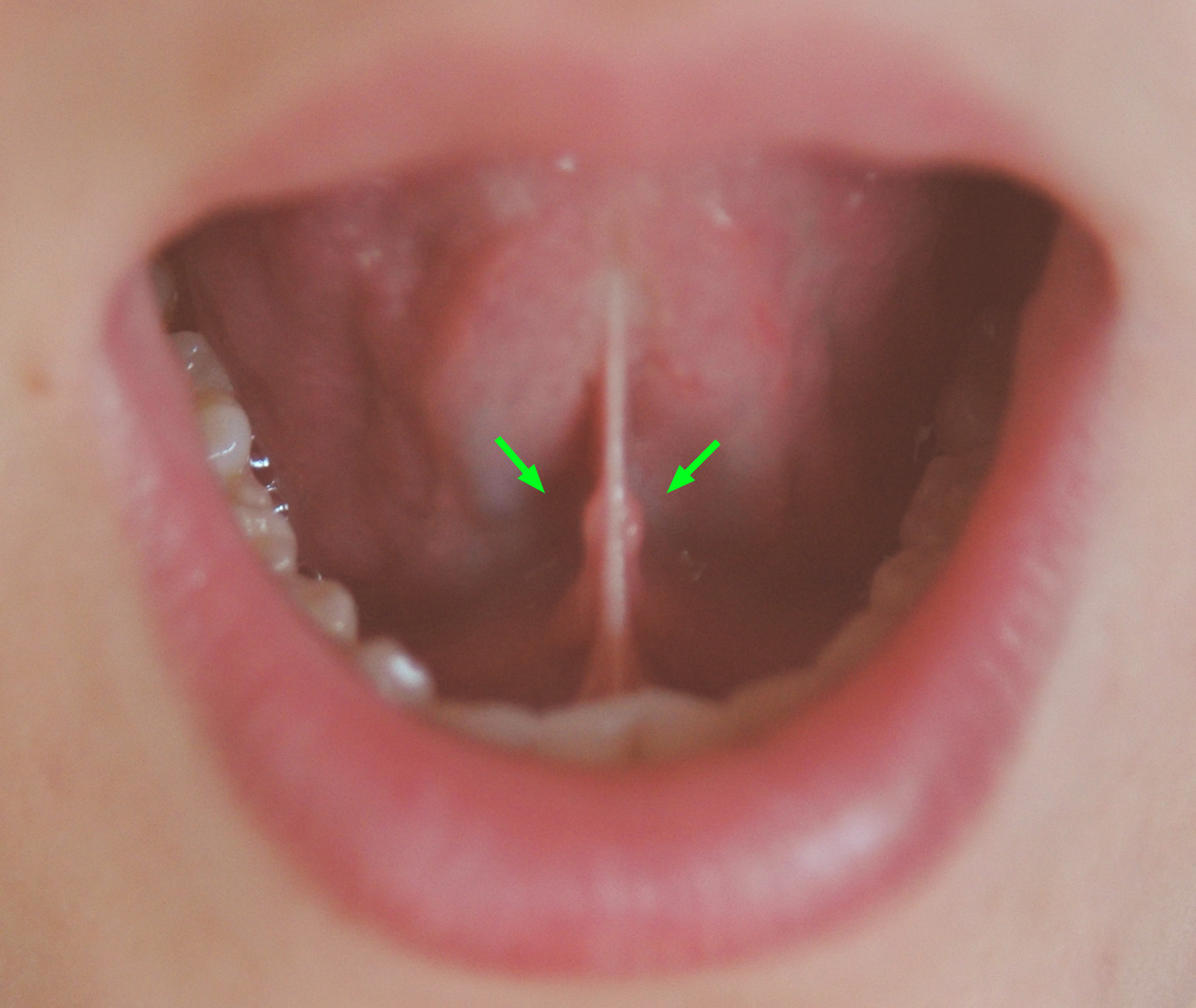
Ausführungsöffnung der Unterkieferspeicheldrüse: Caruncula sublingualis